# Costa Philippou
Constantinos Philippou (Limassol, 29 de noviembre de 1979) es un artista marcial mixto chipriota retirado que compitió en la categoría de peso medio en Ultimate Fighting Championship.

## Carrera de artes marciales mixtas

### The Ultimate Fighter 11
Philippou hizo su primera aparición en el UFC en The Ultimate Fighter: Team Liddell vs. Team Ortiz. Sin embargo, él nunca logró pasar al elenco de peleadores del reality después de perder ante José Henle a través de una sumisión en la pelea eliminatoria de apertura.

### Ultimate Fighting Championship
Philippou tuvo una segunda oportunidad en el UFC después de entrar como un reemplazo de último momento para Dan Miller, quien fue trasladado hasta la tarjeta para hacer frente a Nate Marquardt, frente a Nick Catone en UFC 128 en un peso acordado de 195 libras. Él perdió la pelea por decisión unánime.
Se esperaba que Philippou se enfrentara a Rafael Natal, el 6 de agosto de 2011 en UFC 133, sustituyendo al lesionado Riki Fukuda. Sin embargo, una lesión obligó a Alessio Sakara a salir de su pelea contra Jorge Rivera, y Philippou fue sacado de su pelea con Natal y nombrado como reemplazo de Sakara contra Rivera. Philippou ganó la pelea por decisión dividida, obteniendo su primera victoria en UFC.
Philippou se enfrentó a Jared Hamman el 10 de diciembre de 2011 en UFC 140. Él ganó la pelea por KO al 3:11 de la primera ronda.
Philippou se enfrentó al ganador del The Ultimate Fighter 11 Court McGee el 3 de marzo de 2012 en UFC on FX 2. Él ganó la pelea por decisión unánime.
Philippou derrotó a Riki Fukuda por decisión unánime el 7 de julio de 2012 en UFC 148.
Se esperaba que Philippou se enfrentara a Nick Ring el 17 de noviembre de 2012 en UFC 154. Sin embargo, la pelea fue cancelada el día del evento porque Ring cayo enfermo.
Philippou sustituyó a su compañero de entrenamiento lesionado Chris Weidman contra Tim Boetsch en UFC 155 el 29 de diciembre de 2012. Philippou ganó la pelea en la tercera ronda por TKO.
Se esperaba que Philippou se enfrentara a Ronaldo Souza el 18 de mayo de 2013 en UFC on FX 8. Sin embargo, Philippou se retiró de la pelea a principios de mayo, citando un corte sobre el ojo, y fue reemplazado por Chris Camozzi.
Philippou se enfrentó a Francis Carmont el 21 de septiembre de 2013 en UFC 165. Carmont derrotó a Philippou por decisión unánime.
Philippou se enfrentó a Luke Rockhold el 15 de enero de 2014 en UFC Fight Night 35. Philippou perdió la pelea por nocaut técnico en la primera ronda.
Philippou se enfrentó a Lorenz Larkin el 10 de mayo de 2014 en UFC Fight Night 40. Philippou ganó la pelea por nocaut en la primera ronda.
El 16 de mayo de 2015, Philippou se enfrentó a Gegard Mousasi en UFC Fight Night 66. Philippou perdió la pelea por decisión unánime.
El 7 de julio de 2015, Philippou se retiró de MMA.

## Campeonatos y logros
- Ring of Combat
  - Campeón de Peso Medio (Una vez)

## Récord en artes marciales mixtas
| Resultado     | Récord   | Oponente         | Método                             | Evento                                  | Fecha                    | Ronda | Tiempo | Localización                | Notas                                    |
| ------------- | -------- | ---------------- | ---------------------------------- | --------------------------------------- | ------------------------ | ----- | ------ | --------------------------- | ---------------------------------------- |
| Derrota       | 13–5 (1) | Gegard Mousasi   | Decisión (unánime)                 | UFC Fight Night: Edgar vs. Faber        | 16 de mayo de 2015       | 3     | 5:00   | Pásay                       |                                          |
| Victoria      | 13–4 (1) | Lorenz Larkin    | KO (golpe)                         | UFC Fight Night: Brown vs. Silva        | 10 de mayo de 2014       | 1     | 3:27   | Cincinnati, Ohio            |                                          |
| Derrota       | 12–4 (1) | Luke Rockhold    | TKO (patada al cuerpo)             | UFC Fight Night: Rockhold vs. Philippou | 15 de enero de 2014      | 1     | 2:31   | Duluth, Georgia             |                                          |
| Derrota       | 12–3 (1) | Francis Carmont  | Decisión (unánime)                 | UFC 165                                 | 21 de septiembre de 2013 | 3     | 5:00   | Toronto                     |                                          |
| Victoria      | 12–2 (1) | Tim Boetsch      | TKO (golpes)                       | UFC 155                                 | 29 de diciembre de 2012  | 3     | 2:11   | Las Vegas, Nevada           |                                          |
| Victoria      | 11–2 (1) | Riki Fukuda      | Decisión (unánime)                 | UFC 148                                 | 7 de julio de 2012       | 3     | 5:00   | Las Vegas, Nevada           |                                          |
| Victoria      | 10–2 (1) | Court McGee      | Decisión (unánime)                 | UFC on FX: Alves vs. Kampmann           | 3 de marzo de 2012       | 3     | 5:00   | Sídney                      |                                          |
| Victoria      | 9–2 (1)  | Jared Hamman     | KO (golpes)                        | UFC 140                                 | 10 de diciembre de 2011  | 1     | 3:11   | Toronto                     |                                          |
| Victoria      | 8–2 (1)  | Jorge Rivera     | Decisión (dividida)                | UFC 133                                 | 6 de agosto de 2011      | 3     | 5:00   | Philadelphia, Pennsylvania  |                                          |
| Derrota       | 7–2 (1)  | Nick Catone      | Decisión (unánime)                 | UFC 128                                 | 19 de marzo de 2011      | 3     | 5:00   | Newark, Nueva Jersey        | UFC debut.                               |
| Victoria      | 7–1 (1)  | Uriah Hall       | Decisión (mayoritaria)             | Ring of Combat 34                       | 4 de febrero de 2011     | 3     | 4:00   | Atlantic City, Nueva Jersey |                                          |
| Victoria      | 6–1 (1)  | Aung La Nsang    | TKO (golpes)                       | Ring of Combat 33                       | 3 de diciembre de 2010   | 1     | 0:11   | Atlantic City, Nueva Jersey |                                          |
| Sin resultado | 5–1 (1)  | Marcus Finch     | Sin resultado (patada en la ingle) | Ring of Combat 32                       | 23 de octubre de 2010    | 2     | 2:47   | Atlantic City, Nueva Jersey |                                          |
| Victoria      | 5–1      | Victor O'Donnell | Decisión (unánime)                 | Ring of Combat 26                       | 11 de septiembre de 2009 | 3     | 5:00   | Atlantic City, Nueva Jersey | Ganó el Campeonato de Peso Medio de ROC. |
| Victoria      | 4–1      | Aaron Meisner    | Sumisión (rear-naked choke)        | Ring of Combat 23                       | 20 de febrero de 2009    | 1     | 2:27   | Atlantic City, Nueva Jersey |                                          |
| Victoria      | 3–1      | John Doyle       | TKO (golpes)                       | Ring of Combat 22                       | 21 de noviembre de 2008  | 3     | 3:05   | Atlantic City, Nueva Jersey |                                          |
| Victoria      | 2–1      | Brendan Barrett  | TKO (parada médica)                | Ring of Combat 21                       | 12 de septiembre de 2008 | 1     | 3:29   | Atlantic City, Nueva Jersey |                                          |
| Victoria      | 1–1      | Tony Andreocci   | KO (golpe)                         | Ring of Combat 20                       | 27 de junio de 2008      | 1     | 0:22   | Atlantic City, Nueva Jersey |                                          |
| Derrota       | 0–1      | Ricardo Romero   | Decisión (dividida)                | Ring of Combat 19                       | 9 de mayo de 2008        | 3     | 5:00   | Atlantic City, Nueva Jersey | Peso semipesado.                         |